# Liste des épisodes d'Un gars, une fille (série télévisée, 1999)
Pour les articles homonymes, voir Un gars, une fille.
Cette page recense la liste des épisodes de l'adaptation française de la série télévisée québécoise Un gars, une fille. Elle comporte 438 épisodes repartis en 5 saisons (chaque saison comporte de 45 à 150 épisodes).

## Saison 1 (1999)
Diffusée du 11 octobre au 17 décembre 1999 :
La première saison a réuni 7,32 millions de téléspectateurs sur France 2.
Le premier épisode de la série a réuni 7,58 millions de téléspectateurs.
1. Au lit (1)
2. Déjeuner chez la belle-mère (1)
3. Font du shopping
4. Reçoivent des amis à souper
5. Chez le psy (1)
6. Dans la cuisine (1)
7. Dans la salle de bain (1)
8. Au chalet (1)
9. Chez le psy (2)
10. Jouent aux cartes
11. Dans la salle de bain (2)
12. Font de l'exercice
13. Aux urgences
14. La convalescence d'Alex
15. Jouent au golf
16. Au lit (2)
17. Fêtent le gars
18. Chez le psy (3)
19. Font leurs comptes
20. Répondent à la porte (1)
21. À l'animalerie
22. Et le chien
23. Au camping (1)
24. À la banque
25. Au lit (3)
26. Déjeuner chez la belle-mère (2)
27. À la librairie
28. Cocktail au bureau
29. Au club vidéo
30. Au téléphone (1)
31. Chez le médecin
32. Au mariage de leurs amis
33. À l'hôtel
34. En voiture (1)
35. Au cinéma (1)
36. Vont dîner chez des amis
37. Au supermarché (1)
38. Au restaurant avec Isabelle
39. Soirée télévision
40. Jouent aux Bowling
41. Rénovation
42. Chez la voyante
43. Au métro
44. Au bar
45. Au spa

## Saison 2 (2000)
Diffusée du 14 février au 6 juin 2000 :
La deuxième saison a réuni 6,96 millions de téléspectateurs sur France 2.
1. Fêtent la Saint-Valentin (1)
2. Surprise party
3. Au petit déjeuner (1)
4. En voiture (2)
5. Chez le psy (4)
6. Déjeuner chez la belle-mère (3)
7. Dans la salle de bain (3)
8. Dans un taxi (1)
9. Dînent à la maison
10. La porte (1)
11. Reçoivent des amies gays
12. Préparent un voyage
13. Achètent une voiture
14. Au lit (4)
15. Au restaurant (1)
16. Au supermarché (2)
17. Les nouvelles copines de Daniel
18. En voiture (3)
19. Chez le psy (5)
20. Dans l'ascenseur (1)
21. À la maison (1)
22. Au magasin de sport
23. Au lit (5)
24. Reçoivent leurs voisins (1)
25. Et leur femme de ménage (1)
26. Le nouveau copain de Jeannette
27. Dans la file d'attente (1)
28. Dans la salle de bain (4)
29. La convalescence de la belle-mère
30. Au lit (6)
31. À l'hôpital
32. Chez le coiffeur (1)
33. Au ski (1)
34. Au chalet (2)
35. Et leur femme de ménage (2)
36. À l'agence de voyage
37. Soirée avec les copains
38. Au téléphone (2)
39. Dînent avec leur psy
40. Dans la file d'attente (2)
41. Beauté à domicile
42. Bureau de Jean (1)
43. Soirée des anciens
44. Au poste de police
45. Dans l'ascenseur (2)
46. Au cours de danse
47. Grève de train
48. Au téléphone (3)
49. Soirée costumée
50. À un match de football
51. Se promènent dans la rue (1)
52. Font du jardinage (1)
53. Au tennis
54. Se promènent dans la rue (2)
55. Reçoivent leurs voisins (2)
56. En vélo
57. Se baladent (1)
58. Le père de Jean
59. En Guadeloupe (1)
60. En Guadeloupe (2)
61. En Guadeloupe (3)
62. En Guadeloupe (4)
63. À une terrasse de café
64. Reçoivent le père de Jean

## Saison 3 (2000-2001)
Diffusée du 2 octobre 2000 au 25 juin 2001 avec une pause en janvier 2001 :
La troisième saison a réuni 6,55 millions de téléspectateurs sur France 2.
1. Chez les voisins
2. En voiture (4)
3. Jouent au football (1)
4. Dans le salon (1)
5. Au lit (7)
6. Dans la cuisine (2)
7. Dans la salle de bain (5)
8. Font du roller
9. Au lit (8)
10. Au lit (9)
11. Chez Isabelle (1)
12. Dans la cuisine (3)
13. À la pêche
14. Cherchent un nouveau psy (1)
15. En boîte (1)
16. Dans la salle de bain (6)
17. Au téléphone (4)
18. Font du jogging (1)
19. Dans le salon (2)
20. Brunchent avec Jeannette et Roger
21. Dans la cuisine (4)
22. Chez le père de Jean
23. Font la fête
24. Cherchent un nouveau psy (2)
25. Chez le photographe
26. Pique-niquent
27. Répondent à la porte (2)
28. Jouent au football (2)
29. Dans la salle de bain (7)
30. Au restaurant (2)
31. Chez l'assureur
32. Chez Jeannette et Roger (1)
33. En bateau-mouche
34. En voiture (5)
35. Dans la cuisine (5)
36. Gardent un bébé
37. Au lit (10)
38. À un tournoi de tennis
39. À la manifestation
40. En panne d'essence
41. Au téléphone (5)
42. Dans le salon (3)
43. Au magasin de disques
44. Au lit (11)
45. Chez le chirurgien esthétique
46. Dans la salle de bain (8)
47. Sur leur terrasse (1)
48. Chez le dentiste
49. La remise de prix
50. Dans le salon (4)
51. Chez le psy (6)
52. À une dégustation de vins
53. Et leur femme de ménage (3)
54. Font de la gym
55. Journée beauté
56. Répondent à la porte (3)
57. Chez les nouveaux riches
58. Au tennis avec Jeannette et Roger
59. Shopping de Noël
60. Noël
61. Jour de l'An
62. Chez la belle-mère (1)
63. Au garage
64. Font du bricolage (1)
65. Chez l'épicier (1)
66. Le contrôle fiscal
67. À la ferme
68. Répondent à la porte (4)
69. Fêtent la Saint-Valentin (2)
70. Dans la salle de bain (9)
71. À un mariage (1)
72. Dans la cuisine (6)
73. Soirée entre copines (1)
74. Dans un parc d'attractions
75. Au téléphone (6)
76. Au supermarché (3)
77. Aux Menuires (1)
78. Aux Menuires (2)
79. Aux Menuires (3)
80. Aux Menuires (4)
81. Chez la belle-mère (2)
82. Soirée entre copains
83. File d'attente (1)
84. Au casino
85. Cours de secourisme
86. Chez Isabelle (2)
87. Dans le salon (5)
88. Jeux de société (1)
89. Dans la cuisine (7)
90. Au cinéma (2)
91. Répondent à la porte (5)
92. Font du bricolage (2)
93. Don du sang
94. Au judo
95. En boîte (2)
96. Au lit (12)
97. Dans un taxi (2)
98. À cheval
99. Au téléphone (7)
100. Anniversaire de Jean
101. Chez le nutritionniste
102. Marchent dans la nuit
103. Soirée entre copines (2)
104. File d'attente (2)
105. Dans un grand magasin
106. Au lit (13)
107. Chez le coiffeur (2)
108. Dans le salon (6)
109. À un mariage (2)
110. Sur internet
111. Dans un magasin de meubles
112. Jeux de société (2)
113. Au marché
114. La porte (2)
115. Dans la cuisine (8)
116. Soirée entre copines (3)
117. Cours de théâtre
118. Dans la salle de bain (10)
119. Chez les sado-maso
120. Ont un ordinateur (1)
121. Cours de musique
122. Dans la cuisine (9)
123. Dans la file d'attente (3)
124. Le fiancé de la belle-mère
125. Chez l'opticien
126. Dans la salle de bain (11)
127. La porte (3)
128. Font du bricolage (3)
129. Au restaurant (3)
130. Reçoivent
131. Le copain squatter (1)
132. Chez l'épicier (2)
133. Au restaurant (4)
134. Chez le comptable
135. Malades
136. Se soupçonnent
137. À Londres (1)
138. À Londres (2)
139. Au téléphone (8)
140. Font du jardinage (2)
141. Le copain squatter (2)
142. À la laverie
143. En voiture (6)
144. Font de l'escalade
145. Ont un ordinateur (2)
146. En voiture (7)
147. Au téléphone (9)
148. Font du jardinage (3)
149. Font du bateau
150. Déménagent

## Saison 4 (2001-2002)
Diffusée du 8 octobre 2001 au 24 mai 2002 avec une pause de décembre 2001 à février 2002 :
La quatrième saison a réuni 6,79 millions de téléspectateurs sur France 2.
1. Départ en vacances
2. Au camping (2)
3. Se baladent (2)
4. À la plage (1)
5. En scooter
6. À la plage (2)
7. Sur le yacht de Jeannette et Roger
8. Chez Jeannette et Roger (2)
9. Au resto avec Jeannette et Roger
10. Chez Jeannette et Roger (3)
11. Rallye auto
12. Emménagent (1)
13. Accident de voiture (1)
14. Jean repasse le permis
15. Téléphone soirée
16. Emménagent (2)
17. Dans la salle de bain (12)
18. Au marathon
19. Accident de voiture (2)
20. Au petit déjeuner (2)
21. Auto-stop (1)
22. Dans la cuisine (10)
23. Sur leur terrasse (2)
24. Dans leur salon (1)
25. Barbecue avec leurs copains
26. Et leurs voisins
27. Dans leur salon (2)
28. Au petit déjeuner (3)
29. Auto-stop (2)
30. Au lit (14)
31. La crémaillère
32. Marchent de nuit
33. Aire d'autoroute
34. Dans la salle de bains (13)
35. Reçoivent Jeannette et Roger
36. Au lit (15)
37. À la brocante
38. À un concert
39. Cambriolage
40. Dans leur lit (1)
41. Cherchent une femme de ménage
42. Dans la salle de bain (14)
43. Font de l'hélico
44. Hold-up
45. En thalasso au Touquet (1)
46. En thalasso au Touquet (2)
47. En thalasso au Touquet (3)
48. Consolent Jeannette
49. Au petit déjeuner (4)
50. Au bistrot (1)
51. Reçoivent la belle-mère (1)
52. Reçoivent la belle-mère (2)
53. Essayent de caser Jeannette
54. Messes basses en cuisine (1)
55. Dans leur lit (2)
56. Au petit déjeuner (5)
57. Dans une salle de jeux
58. En taxi
59. Soirée avec les copains et les copines
60. En plein ménage (1)
61. En voiture (8)
62. À la maison (2)
63. Au bistrot (2)
64. Reçoivent le patron d'Alex
65. Au ski (2)
66. Au ski avec Jeannette
67. Au ski (3)
68. Au ski avec Jeannette et Jean-Mi
69. Au ski (4)
70. Au ski (5)
71. Au bureau de Jean (2)
72. À la maison (3)
73. À une expo (1)
74. Messes basses en cuisine (2)
75. Au petit déjeuner (6)
76. À une expo (2)
77. Dans leur salon (3)
78. Alex change de boulot (1)
79. Dans la cuisine (11)
80. Dans les souks
81. Dans un palais (1)
82. Dans le désert (1)
83. Dans le désert (2)
84. Dans un palais (2)
85. En vacances
86. Au petit déjeuner (7)
87. Vide-grenier
88. Alex change de boulot (2)
89. Dans la salle de bain (15)
90. Au bureau de Jean (3)
91. À la maison (4)
92. Dans la cuisine (12)
93. À une expo (2)

## Saison 5 (2002-2003)
Diffusée du 16 septembre 2002 au 16 octobre 2003 avec une pause de février à août 2003 :
La cinquième et dernière saison a réuni 6,68 millions de téléspectateurs sur France 2. Le dernier épisode de la série a réuni 7,18 millions de téléspectateurs soit 31,6 % de part de marché.
1. Départ pour l'île Maurice
2. Arrivée à l'île Maurice
3. À l'île Maurice (1)
4. À l'île Maurice (2)
5. À l'île Maurice (3)
6. À l'île Maurice (4)
7. À l'île Maurice (5)
8. En plein ménage (2)
9. Dans leur lit (3)
10. Dans leur salon (4)
11. Et Canaille (1)
12. Dans la cuisine (13)
13. Font du jogging (2)
14. Et Canaille (2)
15. Dans leur lit (4)
16. À la chorale
17. Au drive-in (1)
18. Soirée romaine
19. Dans leur lit (5)
20. Aux toilettes
21. La séparation (1)
22. La séparation (2)
23. La séparation (3)
24. La séparation (4)
25. La séparation (5)
26. La séparation (6)
27. La séparation (7)
28. Au club des célibataires
29. Y'a peut-être une ouverture
30. La réconciliation
31. Les retrouvailles (1)
32. Les retrouvailles (2)
33. Chez le bijoutier
34. Chez le psy (7)
35. Au tribunal
36. Dans la Drôme (1)
37. Dans la Drôme (2)
38. Dans la Drôme (3)
39. Dans la Drôme (4)
40. Dans la Drôme (5)
41. Dans le Vercors (1)
42. Dans le Vercors (2)
43. Dans le Vercors (3)
44. Hébergés chez la belle-mère (1)
45. Hébergés chez la belle-mère (2)
46. Hébergés chez la belle-mère (3)
47. En péniche avec Jeannette et Jean-Mi (1)
48. En péniche avec Jeannette et Jean-Mi (2)
49. Cours de langues (1)
50. Cours de langues (2)
51. À Hong-Kong (1)
52. À Hong-Kong (2)
53. À Hong-Kong (3)
54. À Hong-Kong (4)
55. À Hong-Kong (5)
56. À Hong-Kong (6)
57. À Hong-Kong (7)
58. Escale à Paris (1)
59. Au drive-in (2)
60. Balade en montgolfière
61. Week-end dans un château hanté (1)
62. Week-end dans un château hanté (2)
63. Sortie de cinéma
64. Escale à Paris (2)
65. À l'école hôtelière (1)
66. À l'école hôtelière (2)
67. Naufragés (1)
68. Naufragés (2)
69. À l'île de Sainte-Anne (1)
70. À l'île de Sainte-Anne (2)
71. Secouristes (1)
72. Secouristes (2)
73. À l'île de Sainte-Anne (3)
74. À l'île de Sainte-Anne (4)
75. À l'île de Sainte-Anne (5)
76. À l'île de Sainte-Anne (6)
77. À l'île de Sainte-Anne (7)
78. À l'île de Sainte-Anne (8)
79. À l'île de Sainte-Anne (9)
80. La demande en mariage
81. Les préparatifs du mariage
82. Le mariage
83. Le banquet

## Inconnus
1. La 1ère rencontre de Chouchou et Loulou
2. La 1ère rencontre de Chouchou et Loulou – Sortie de Discothèque
3. Dans quelques années